# Klara Bartilsson
Klara Bartilsson, född 19 maj 1993 i Tollered, Lerums kommun, är en svensk konstnär, illustratör och bilderboksförfattare.

## Biografi
Klara Bartilsson är utbildad i design och illustration på Högskolan för design och konsthantverk och Camberwell College of Arts.
Hon debuterade som bilderboksillustratör 2021 med boken Expeditionen författad av Tuvalisa Rangström på Mirando Bokförlag. Därefter illustrerade hon bilderboken Morsan är haffad av Daniel Sjölin vilken blev utsedd till Bästa barn- och ungdomsdeckare Spårhunden 2023 av Svenska Deckarakademin.
Utöver bilderböcker arbetar Klara även med storskaligt måleri. Hon har med och gjort ett flertal permanenta målningar, bland annat vid Valhalla IP, i Hammarkullen och Landvetter.

## Utmärkelser
- 2023 - Morsan är haffad utsedd till Bästa barn- och ungdomsdeckare Spårhunden 2023 av Svenska Deckarakademin[1]
- 2024 - Barrbarnet nominerad till Augustpriset i kategorin Årets svenska barn- och ungdomsbok